# Taça Ecohouse
A Taça Ecohouse foi uma disputa amistosa de futebol. Contou com as participações dos clubes da capital potiguar ABC, América de Natal e Alecrim, além do convidado pernambucano Náutico. Natal foi a sede. Todos os jogos foram realizados no Estádio Frasqueirão.
O campeão levou a Taça Marinho Chagas, que homenageia o lateral Marinho Chagas, destaque na Copa do Mundo de 1974.

## Critérios de desempate
Em caso de empate por pontos entre dois clubes, os critérios de desempate serão aplicados na seguinte ordem:
1. Confronto direto
2. Número de vitórias
3. Saldo de gols
4. Gols marcados
5. Número de cartões vermelhos
6. Número de cartões amarelos
7. Sorteio

## Fase Única
| Classificação | Classificação    | Classificação | Classificação | Classificação | Classificação | Classificação | Classificação | Classificação | Classificação |
| Pos           | Times            | Pts           | J             | V             | E             | D             | GP            | GC            | SG            |
| ------------- | ---------------- | ------------- | ------------- | ------------- | ------------- | ------------- | ------------- | ------------- | ------------- |
| 1             | ABC              | 6             | 3             | 2             | 0             | 1             | 4             | 2             | 2             |
| 2             | América de Natal | 6             | 3             | 2             | 0             | 1             | 5             | 2             | 3             |
| 3             | Alecrim          | 3             | 3             | 1             | 0             | 2             | 4             | 3             | 1             |
| 4             | Náutico          | 3             | 3             | 1             | 0             | 2             | 2             | 6             | -4            |

|  | |
|  | No Critério de Desempate, o confronto direto com o América de Natal o ABC se tornou Campeão da Taça Ecohouse. |

| 23 de Junho de 2013 | ABC                            | 2 – 1          | Alecrim        | Estádio Frasqueirão, Natal                              |
| 16:00               | Felipe Alves 30' · Geovani 40' | Súmula Borderô | Ricardinho 74' | Público: 916 Árbitro: BRA Andrielly Elkeitt de Oliveira |

| 23 de Junho de 2013 | América de Natal                    | 3 – 0          | Náutico | Estádio Frasqueirão, Natal                        |
| 18:00               | Daniel 23' · Ebinho 32' · Jimmy 80' | Súmula Borderô |         | Público: 916 Árbitro: BRA Emanoel Eduardo Marinho |

| 26 de Junho de 2013 | Náutico | 0 – 2          | Alecrim                          | Estádio Frasqueirão, Natal                           |
| 19:00               |         | Súmula Borderô | Ney Carioca 8' · Ruy Cabeção 11' | Público: 1 436 Árbitro: BRA Tarcísio Flores da Silva |

| 26 de Junho de 2013 | ABC         | 1 – 0          | América de Natal | Estádio Frasqueirão, Natal                               |
| 21:00               | Geovani 66' | Súmula Borderô |                  | Público: 1 436 Árbitro: BRA Flávio Roberto Sales de Lima |

| 29 de Junho de 2013 | América de Natal     | 2 – 1          | Alecrim               | Estádio Frasqueirão, Natal                          |
| 16:00               | Ebinho 7' · Alex 62' | Súmula Borderô | Ruy Cabeção 38' (pen) | Público: 1 106 Árbitro: BRA Caio Max Augusto Vieira |

| 29 de Junho de 2013 | ABC              | 1 – 2          | Náutico                     | Estádio Frasqueirão, Natal                       |
| 18:00               | Felipe Alves 58' | Súmula Borderô | Magrão 1' · Angelo Peña 48' | Público: 1 106 Árbitro: BRA Carlos José da Silva |

| 1ª Taça Ecohouse        |
| ----------------------- |
| ABC Campeão (1º título) |

| Gols | Jogador      | Time             |
| ---- | ------------ | ---------------- |
| 2    | Geovani      | ABC              |
| 2    | Felipe Alves | ABC              |
| 2    | Ruy Cabeção  | Alecrim          |
| 2    | Ebinho       | América de Natal |
| 1    | Ricardinho   | Alecrim          |
| 1    | Ney Carioca  | Alecrim          |
| 1    | Daniel       | América de Natal |
| 1    | Jimmy        | América de Natal |
| 1    | Alex         | América de Natal |
| 1    | Magrão       | Náutico          |
| 1    | Angelo Peña  | Náutico          |